# Swan Song Records
A Swan Song Records az angol Led Zeppelin rockegyüttes lemezkiadó cége volt, amelyet 1974. május 10-én indítottak el. 
Az együttes és menedzserük, Peter Grant a Led Zeppelin saját termékeinek kiadására, valamint karrierjük során nehézségekbe ütközött más művészek számára alapította meg. A kiadó elindításának terve akkor jött létre, miután 1973 végén lejárt az együttesnek az Atlantic Records-szal kötött ötéves szerződése. Úgy döntöttek, hogy nem újítják meg szimplán, vagy szerződnek át máshová, hanem saját lemezcéget alapítanak, hogy kompromisszumok nélkül megvalósíthassák elképzeléseiket. A Swan Song a Warner-birodalom berkein belül önálló alkiadóként működött, míg a terjesztést továbbra is az Atlantic végezte.
A Led Zeppelin, valamint a későbbi Robert Plant és Jimmy Page kiadványok mellett a cég előadói közé tartozott a Bad Company, a Pretty Things, Dave Edmunds, Mirabai, Maggie Bell (és rövid életű zenekara a Midnight Flyer), a Detective, és a Sad Café. Ezenkívül még két olyan kislemezt adtak ki 1981-ben, amelyek előadói nem írtak alá a Swan Song kiadóhoz, viszont mindkét dal itt jelent meg, és aratott listás sikert. Az egyik B. A. Robertson dala a Hold Me volt, amelyben Maggie Bell-el énekelt duettet, a másik pedig a Stray Cats The Race Is On című szerzeménye, amelyben Dave Edmunds-szal kollaborált az amerikai együttes. A Swan Song 1983-ban megszüntette az aktív működését, és onnantól fogva már csak a korábban kiadott anyagai újbóli kiadásaival foglalkozik.

## Története
A Led Zeppelin menedzsere Peter Grant és az Atlantic Records vezetője Ahmet Ertegün 1974 januárjában közösen bejelentették, hogy az együttes saját lemezcéget alapít, amelynek kizárólagos terjesztője világszerte az Atlantic lesz. A bejelentést több hétig tartó feszült tárgyalások előzték meg, majd a bejelentést követően megkezdődhetett a cég felépítése. A két fő mozgatórugó Grant és Jimmy Page lett, akik nekiláttak képzett és tehetséges stábot verbuválni, hogy biztosíthassák a zenekar minőség iránti elkötelezettségét. Az Atlantic és a zenekar között korábban is felmerültek viták, mivel a Led Zeppelin éles figyelmet fordított a részletekre, (például fém mesterlemezek vágása, vagy a bakelitkorongok gyártási folyamatának korszerűsítése) aminek köszönhetően a kiadványaik magas minőséget képviseltek. Grant és Page nem tolerálta a hanyagságot, és ez a hozzáállás az új lemezcégnél is alapvető szempont volt. Page elmondása alapján „egy ideje már gondolkodtunk ezen az egészen, mert tudtuk: ha lesz egy saját kiadónk, nem kell belemennünk egy rakás korábban kikerülhetetlen vitába a borítón meg hasonlókon. Miután egy csomó művészi kérdésbe beleavatkoztak a kiadók, mi egy olyan céget akartunk létrehozni, ahol az előadók az összes hasonló teher nélkül tudják megvalósítani az elképzeléseiket. Nem feltétlenül azért akartunk szerződtetni zenekarokat, hogy mi építsük fel őket, hanem inkább olyan embereket szerettünk volna összegyűjteni, akik már eléggé együtt voltak ahhoz, hogy saját maguk is képesek legyenek megvalósítani önmagukat."
1974 áprilisában már kezdtek körvonalazódni az elképzelések, a névválasztást illetően viszont még nem jutottak dülőre. Plant nyilatkozata alapján, kezdetben olyan nevek jutottak az eszükbe, mint a Slut and Slang (Lotyó és Ribanc), De Luxe, Stairway Records és Zeppelin Records. A lemezcég neve végül Swan Song lett, amit eredetileg a hatodik album címének szánták, de Page-nek volt egy ki nem adott stúdiós felvétele is, ami aztán szintén e néven futott. Ez a szerzemény egy félklasszikus, 20 perces akusztikus darab volt, hatperces vokális résszel. A hattyúdal kifejezés annak a hangnak a metaforája, amit a haldokló hattyú kiad, és állítólag szép hangzású. A névválasztás után a kiadó logójának a megtervezése következett. Választásuk William Rimmer Este, a nap búcsúja című festményére esett, amelyen egy félig ember, félig hattyú szerű szárnyas figura látható, éppen haláltusája közben, széttárt karokkal és hátracsukló nyakkal. A kép úgy is értelmezhető, mint ami Apollónt vagy Ikaroszt ábrázolja. A logó a későbbiekben számos Led Zeppelinnel kapcsolatos terméken is megjelent.
A kiadó hivatalos bemutatására elsőként New Yorkban majd Los Angelesben került sor. Angliában csak valamivel később, mivel Grant megragadva az alkalmat megszüntette azt a produkciós partnerséget, ami régóta Mickie Most-hoz kötötte. Áthelyezte irodáját Londonból Chelseabe, és úgy döntött, hogy vagy innen vagy a sussexi kúriájából fogja írányítani a Led Zeppelinnel kapcsolatos ügyeket. A Most-tól való megválás lehetővé tette Page és Grant számára, hogy átszervezzék kiadói tevékenységüket, és ezért a Zeppelin dalok kiadásával kapcsolatos ügyek intézésére, megalapították a Joaneline Music társaságot. A kiadó amerikai irodájának a vezetését arra a Danny Goldberg-re bízta Grant, aki 1973 óta az együttes sajtókapcsolataiért is felelt. Az angliai iroda első művészeti vezetője rövid ideig a zenekar korábbi sajtósa B.P. Fallon volt, majd egy Los Angeles-i lemezipari nagyágyú Abe Hock lett az útódja. Hat hónap után azonban távozott, így a helyére azt az Allan Callant vette fel Grant, aki már a zenekar kezdete óta ismerte Page-et. 
Az amerikai sajtókonferenciákra a New York-i Four Seasonsben, majd a Los Angeles-i Bel Air Hotelben került sor. A New York-i eseményen egy illetékes lúdcsapatot bérelt hattyúk helyett, amit Plant észrevett és felháborodott rajta. Mivel élt tanyán, tudta mi a különbség a lúd és a hattyú között. A Los Angeles-i konferencián viszont már valóban hattyúk úszkáltak a tóban. Az Atlantic Records vezetői mellett a rocksajtó szereplői is képviseltették magukat. Jelen volt Bill Wyman, Brian Ferry, Dr. John, Billy Preston, Paul Rodgers, de olyan filmsztárok is, mint Lloyd Bridges vagy Groucho Marx. Ekkor már az első előadóival is megkötötte a szerződéseit a cég, és az első megjelenésekkel kapcsolatos tervek voltak napirenden. Grant szavaival négy vagy öt előadóval szeretnék együtt dolgozni, akiknek a munkájához hozzá tudunk tenni valamit. A négy-öt előadó hamarabb lett meg az Egyesült Államokban, mint Angliában. Elsőként a régi barátjaikból álló Bad Company együttest szerződtették le, akik az Egyesült Királyságban a Free korábbi szerződése miatt az Island Recordsnál maradtak. További előadóik közt szerepelt Maggie Bell is, aki Grant régi ismerőse volt, amikor az énekesnő még a Stone The Crowsban énekelt. Ezt követően a Pretty Things és Dave Edmunds szerződtetésére került sor. A Pretty Things az "1964-es brit invázió" egyik kiemelkedő zenekara volt, de nagy üzleti sikereket nem sikerült elérniük. Sok újjászületésen mentek keresztül, és 1967-ben kiadták az évtized popzenéjének jelentős, ám kevésbé ismert alkotását az S.F. Sorrowt. Page és Plant egyaránt nagy rajongójuk volt, és leszerződtetésük kiugrási lehetőséget jelentett a zenekar számára. Plant szerette volna ha a cég szerződtetett előadói között szerepel Roy Harper is, a megegyezés azonban elmaradt, mivel a blues zenész nem volt teljesen megelégedve az ajánlatokkal. Plant miután felismerte, hogy a kiadó lehetőséget biztosít a zenekar működésének kiterjesztésére, tevékeny szerepet kezdett el vállalni a cég ügyeiben. Évekkel később elárulta, hogy Jimmyvel megtudtuk volna vásárolni a Sun Recordsot és a Chesst. Mindkettő eladó volt úgyhogy megemlítettük a srácoknak, hogy átvehetnénk őket, és mindkettőt visszavezethetnénk a popzene fősodrába. De sok lóvéról volt szó, és a többiek nem találták jó ötletnek.

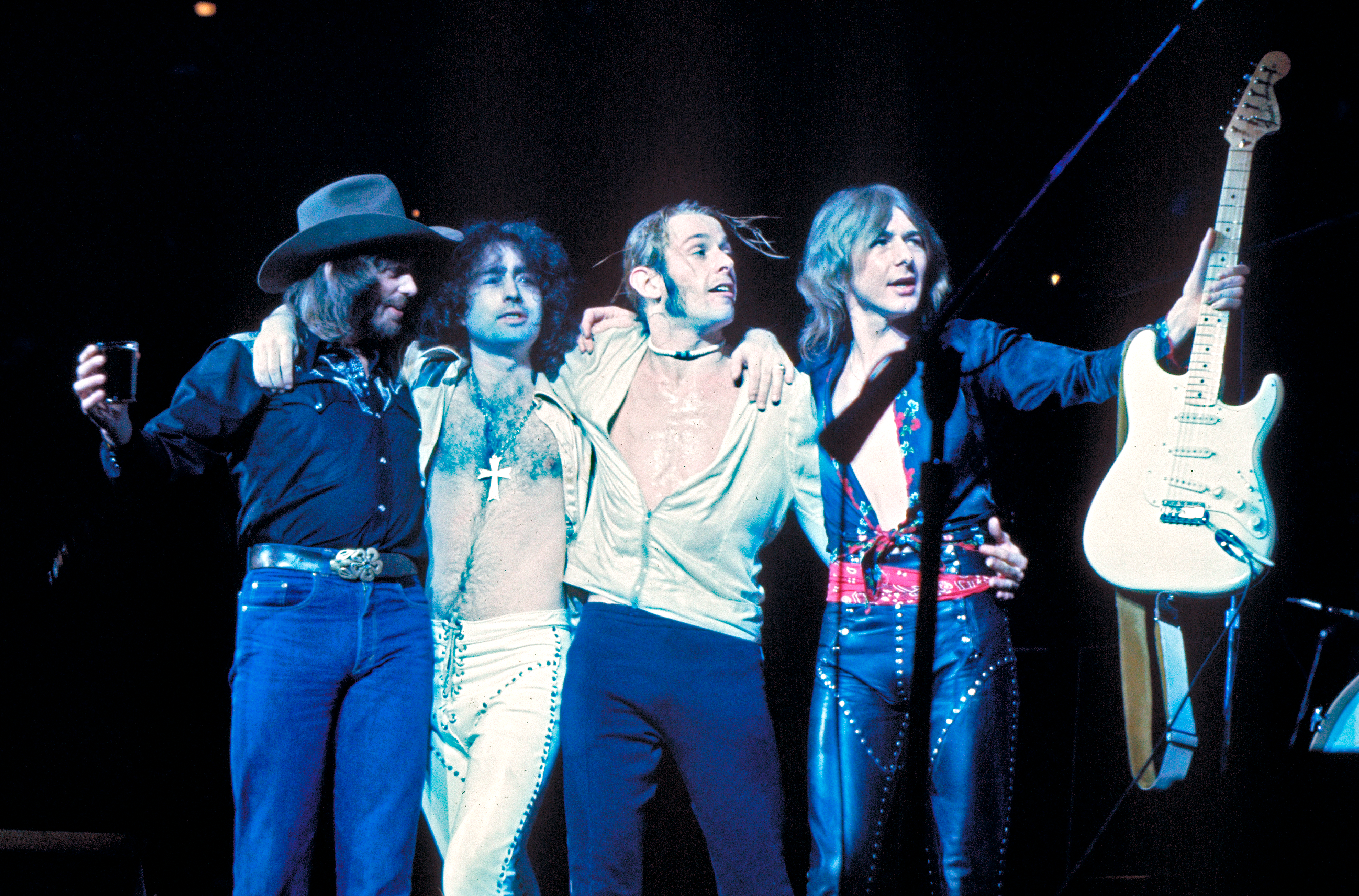
A Bad Company brit rockegyüttes a cégnél kezdte pályafutását

A Bad Company azonos címü debütáló albuma rögtön nyereséget hozott a kiadónak, miután a Billboard 200 lista 1. helyére került, és milliószámra fogyott. 1975 márciusáig a Swan Song-nak négy albuma (Bad Company, Silk Torpedo, Physical Graffiti, és Suicide Sal) is megfordult a Billboard 200 albumlistán. A kiadó első angliai kiadványa a Pretty Things albuma a Silk Torpedo lett, amit Page abszolút brilliánsnak nevezett, és megjelenésének alkalmából nagyszabású partit rendeztek. A helyszín kiválasztása a dél-kelet londoni Bromleyban található chislehursti barlangokra esett, 1974. október 31-én Halloween éjszaka. A barlangok húsz mérföldnyire voltak egymástól egy föld alatti labirintusban, amelyeket óvóhelyeknek használtak a II. világháború idején, mielőtt túristalátványosság lett belőlük. A partin régi filmeket és ősi festményeket vetítettek a barlangok falaira, a biztonsági szolgálat emberei szerzetesruhákat öltöttek, míg Grant tengerésznek öltözött. Az este jó hangulatát egy sor rögtönzött esemény biztosította, a temérdek alkohol, ételhajigálás, apácáknak öltözött sztriptíztáncosnők, emberáldozat szerepét játszó meztelen nők mellett. Az est az együttes legzüllötteb dorbézolása volt brit földön, amely révén a Pretty Things akkora publicitásban részesült, mint korábban egy évtized alatt összesen. Érdekesség, hogy 1975-ben a Swan Song a Gyalog galopp filmprojekt munkálataiba is beszállt finanszírozóként.
A céggel sok olyan előadó is szerződést kötött, akik végül nem jutottak el hanganyag kiadásáig. Ezek közé tartozott a Metropolis formáció (amit a Pretty Things tagjai alkottak), a The Message (amelyben a későbbi Bon Jovi zenekar tagjai Alec John Such és Richie Sambora is zenélt), és az Itchy Brother (a későbbi The Kentucky Headhunters tagjaival). Roy Harper mellett a bluesgitáros Bobby Parker-rel is tárgyalt a kiadó, de végül mindkét zenész más céghez igazolt. Amikor pedig 1983-ban kitisztították a Swan Song irodáit, olyan zenekarok korai demóit találták, és tárolták a polcokon, mint az Iron Maiden, a Heart és Paul Young zenekara a Q-Tips. A Swan Song 1983 októberében megszüntette működését a Led Zeppelin feloszlása és Peter Grant egészségügyi problémái miatt. Az Atlantic Records ügyvezetőjének Phil Carsonnak a kiadó megmentésére irányuló kísérletei eredménytelennek bizonyultak. A Swan Song bezárása után, Robert Plant megalapította saját kiadóját, az Es Paranza Recordsot, míg Jimmy Page és John Paul Jones visszatértek az Atlantic Records-hoz. A Bad Company az Atco Records leányvállalatával kötött megállapodást, amikor az 1980-as évek végén újraindult a zenekar. Napjainkban a Swan Song címkét és logót szigorúan azon albumok újbóli kiadására használják, amelyeket a kiadó akkor bocsátott ki, amikor aktív volt.
- A kiadó Angol Címe: 484 Kings Road, London, SW10 UK
- A kiadó USA Címe: 444 Madison Avenue, New York, New York, 10022 USA

## Személyzet
- Peter Grant – Elnök
- Danny Goldberg – Alelnök (USA) (1974–1976)
- Abe Hoch – Alelnök (Anglia) (1974–1976)
- Led Zeppelin – Ügyvezető gyártás
- Phil Carson – Atlantic Records kapcsolattartó
- Alan Callan – Alelnök (1977–1983)
- Stevens H. Weiss – Ügyvéd (USA)
- Joan Hudson – Ügyvéd (Anglia)
- Mark London – Zenekar biztonsága
- John Bindon – Biztonsági ember (1977)
- Mitchell Fox, Nancy Gurcsik – Asszisztensek (USA)
- Unity Maclean, Carole Brown, Cynthia Sach, Manique de Pinto, Sian Meredith – Asszisztensek (Anglia)

## A kiadó diszkográfiája
- 1974. június 15. – SS-8410 – Bad Company – Bad Company
- 1974. november 1. – SS-8411 – Silk Torpedo – Pretty Things
- 1975. február 24. – SS-2-200 – Physical Graffiti – Led Zeppelin
- 1975 április – SS-8412 – Suicide Sal – Maggie Bell
- 1975. április 12. – SS-8413 – Straight Shooter – Bad Company
- 1975 december – SS-8414 – Savage Eye – Pretty Things
- 1976. február 21. – SS-8415 – Run with the Pack – Bad Company
- 1976. március 31. – SS-8416 – Presence – Led Zeppelin
- 1976. szeptember 28. – SS-2-201 – The Song Remains the Same (filmzene) – Led Zeppelin
- 1977 március – SS-8500 – Burnin' Sky – Bad Company
- 1977 április – SS-8417 – Detective – Detective
- 1977 április – SS-8418 – Get It – Dave Edmunds
- 1978 április – SS-8504 – It Takes One to Know One – Detective
- 1978. szeptember 8. – SS-8505 – Tracks on Wax 4 – Dave Edmunds
- 1979. március 17. – SS-8506 – Desolation Angels – Bad Company
- 1979. július 5. – SS-8507 – Repeat When Necessary – Dave Edmunds
- 1979. augusztus 15. – SS-16002 – In Through the Out Door – Led Zeppelin
- 1981 február – SS-8509 – Midnight Flyer – Midnight Flyer
- 1981. április 20. – SS-16034 – Twangin’... – Dave Edmunds
- 1981 augusztus – SS-16048 – Sad Café – Sad Café
- 1981 november – SS-8510 – Best of Dave Edmunds – Dave Edmunds
- 1982 február – SS-11002 – Rock 'n' Roll Party (mini LP) – Midnight Flyer
- 1982. február 15. – SS-8511 – Death Wish II (filmzene) – Jimmy Page
- 1982. június 28. – SS-8512 – Pictures at Eleven – Robert Plant
- 1982 augusztus – 90001 – Rough Diamonds – Bad Company
- 1982. november 19. – 90051 – Coda – Led Zeppelin
- 1983 – 90078 – Wildlife – Wildlife

### Kislemezek
Néhány a Swan Song legfontosabb kislemezeiből:
- Can't Get Enough/Little Miss Fortune – Bad Company: SS-70015 (USA, 1974), SWS 70015 (Kanada)
- Movin' On/Easy On My Soul – Bad Company: SS-70101 (USA, 1975. január 18.), SWS 70101 (Kanada)
- Trampled Under Foot/Black Country Woman – Led Zeppelin: SS-70102 (USA, 1975. április 2.; Ausztrália), DC-1 (Anglia, 1975. május 10.), SSK 19 402(N) (Németország, 1975 március), SS 19402 (Hollandia), K 19402 (Olaszország, 1975 április), 19 402 (Franciaország), P-1361N (Japán, 1975 április), P-108N (Japán), 45-1205 (Spanyolország), SWS 70102 (Kanada), SNS 100 (Dél-Afrika)
- Good Lovin' Gone Bad/Whiskey Bottle – Bad Company: SS-70103 (USA, 1975. április 19.), SWS 70103 (Kanada)
- Wishing Well/Comin' On Strong – Maggie Bell: SS-70105 (USA, 1975 június)
- Feel Like Makin' Love/Wild Fire Woman – Bad Company: SS-70106 (USA, 1975 augusztus), SWS 70106 (Kanada)
- Candy Store Rock/Royal Orleans – Led Zeppelin: SS-70110 (USA, 1976. június 18.), SSK 19 407 (Németország, 1976 augusztus), 45-1381 (Spanyolország), P-35N (Japán, 1976 szeptember), SWS 70110 (Kanada)
- Here Comes the Weekend/As Lovers Do – Dave Edmunds: SSK 19408 (Anglia, 1976. augusztus 6.), SS 19 408 (Németország, 1976 szeptember), SS 19408 (Hollandia), 19 408 (Franciaország), 19408 (Belgium/Luxemburg)
- Burnin' Sky/Everything I Need – Bad Company: SS 70112 (USA, 1977. május 21.), SWS 70112 (Kanada)
- Rock 'N' Roll Fantasy/Crazy Circles – Bad Company: SS 70119 (USA, 1979 március; Kanada; Új-Zéland), SSK 19416 (Anglia, 1979. február 16.; Ausztrália), SS 19 416 (Németország, 1976 március), SS 19.416 (Hollandia), W 19416 (Olaszország), 19 416 (Franciaország, 1979 május), 45-1835 (Spanyolország), N-S-20-1 (Portugália), P-382N (Japán, 1979 március), 200088 (Argentina)
- A1 on the Juke Box/It's My Own Business – Dave Edmunds: SSK 19417 (Anglia, 1979 február)
- Gone, Gone, Gone/Take The Time – Bad Company: SS 71000 (USa, 1979 Július; Kanada, 1979 augusztus; Új-Zéland), P-453N (Japán, 1979 augusztus)
- Girls Talk – Dave Edmunds: SS 71001 (USA & Kanada, 1979 augusztus; Új-Zéland), SSK 19418 (Anglia, 1979 június; Ausztrália), SSK 19418 C (Anglia vinyl, 1979. augusztus 8.), SS 19 418 (Németország, 1979 augusztus), SS 19.418 (Hollandia/Belgium), 45-1898 (Spanyolország)
- Queen of Hearts/The Creature From The Black Lagoon – Dave Edmunds: SSK 19419 (Anglia, 1979 szeptember; Ausztrália), SS 19 419 (Németország, 1979. október 26.), SS-19.419 (Hollandia/Belgium), DJ SS 71002 (Kanada)
- Fool in the Rain/Hot Dog – Led Zeppelin: SS 71003 (USA, 1979. december 7.; Kanada; Ausztrália; Új- Zéland), SS 19 421 (Németország, 1980 február), SS 19.421 (Hollandia/Belgium), PROMO 097 (Olaszország), W 19421 (Olaszország), 45-1925 (Spanyolország), P-530N (Japán, 1980 február)
- Singing The Blues/Boys Talk – Dave Edmunds: SSK 19422 (Anglia, 1980 január; Ausztrália), SS 19422 (Németország, 1980 március), 19 422 (Franciaország)
- All My Love – Led Zeppelin : 11.105 (Brazilia), DIF. 132 (Argentina)
- Almost Saturday Night/You'll Never Get Me Up (In One Of Those) – Dave Edmunds: SS 72000 (USA, 1981 március), SSK 19424 (Anglia, 1981. április 10.; Ausztrália; Új-Zéland), SS 19 424 (Németország)
- Who's To Blame (Death Wish Title)/Carole's Theme – Jimmy Page: P-1673 (Japán, 1982 július)
- Big Log/Far Post – Robert Plant: 7-99844 (USA, 1983 szeptember; Ausztrália), P-1786 (Japán, 1983 szeptember), 79 98447 (Kanada)

### Promóciós lemezek
- 1978 – LAAS-002 – Live from the Atlantic Studios – Detective
- 1978 – PR-230 – College Radio Presents Dave Edmunds – Dave Edmunds
- 1982 július – SAM-154 – Pictures at Eleven – Alan Freeman interjú – Robert Plant